# Стоимостное инвестирование
Стоимостное инвестирование — стратегия инвестирования, основанная на выявлении недооценённых ценных бумаг путём фундаментального анализа. Основы стратегии предложили в 1928 году Бен Грэм и Дэвид Додд — преподаватели бизнес-школы Колумбийского университета. Примером недооценённых ценных бумаг могут служить акции публичных компаний, торгуемые ниже балансовой стоимости, имеющие высокую дивидендную доходность, низкий показатель цена/прибыль (P/E ratio) или коэффициент P/B.
Известный американский инвестор Уоррен Баффет указывает, что суть стоимостного инвестирования заключается в покупке акций по цене ниже их внутренней стоимости. По выражению Баффета, стоимостное инвестирование заключается в умении «найти выдающуюся компанию по разумной цене».

## История

### Первые шаги
Концепция стоимостного инвестирования была впервые предложена в конце 1920-х годов Бенджамином Грэмом и Дэвидом Доддом — преподавателями бизнес-школы Колумбийского университета. В 1934 году соавторы изложили основные положения новой концепции в фундаментальном труде «Анализ ценных бумаг». В книге также вводится понятие маржи безопасности — так Бен Грэм называл разницу между рыночной ценой и внутренней стоимостью актива. Грэм рекомендовал выделять компании, акции которых котируются ниже их внутренней стоимости: торгуемые ниже балансовой стоимости, имеют высокую дивидендную доходность, низкий показатель цена/прибыль (P/E ratio) или коэффициент P/B и которые имеют относительно низкий уровень долга. Акции таких компаний Грэм считал недооценёнными.

### Дальнейшее развитие
Начиная с 1970-х годов концепции стоимости и балансовой стоимости претерпели значительные изменения. Понятие балансовая стоимость наиболее полезно в отраслях с преобладанием материальных активов. Нематериальные активы, такие как патенты, торговые марки или деловая репутация, сложно оценить количественно и, кроме того, их стоимость может значительно снизиться при разделении компании на части. Кроме того, стоимость активов может быстро меняться в отраслях, подверженных быстрым технологическим переменам. В этом случае, стоимость материальных активов может резко снижаться в результате радикальных инноваций. Для оценки реальной стоимости активов в таких случаях был предложен расчёт дисконтированного денежного потока, генерируемого тем или иным активом.

## Оценка эффективности

### Стратегия
Изучению эффективности стоимостных инвестиций посвящено множество научных работ, доказавших, что, в целом, этот метод является успешной инвестиционной стратегией. Все исследования показывают, что стоимость компаний, выделенных на основе стоимостного подхода, в долгосрочной перспективе опережает как рынок в целом, так и «растущие акции».

### Инвесторы
Оценка эффективности на основе изучения деятельности наиболее известных инвесторов не является корректной, поскольку известны только успешные инвесторы, что приводит к смещению оценки. Более надёжный способ был предложен Уорреном Баффеттом 17 мая 1984 года в речи, получившей известность как «Суперинвесторы из Грэм-и-Доддсвилля». В этой речи, Баффетт проанализировал результаты инвесторов, работавших в Грэм-Ньюман Корп., следуя при этом принципам Бена Грэма. Баффет приходит к выводу о том, что в средней и в долгосрочной перспективе стоимостное инвестирование является эффективным. Тем не менее, в период с 1965 по 1990 количество научных работ по стоимостному инвестированию было относительно невелико. Баффетт объясняет этот факт недостаточной осведомлённостью профессионального сообщества в данном вопросе. По ироническому замечанию Бафетта:

Для того, чтобы сделать карьеру в корпоративных финансах, нужно верить, что Земля плоская.
Оригинальный текст (англ.)You couldn't advance in a finance department in this country unless you thought that the world was flat.

Примером успешного применения стоимостного инвестирования является Бостонский хедж-фонд Baupost Group, который по итогам 2011 года был назван в пятёрке лидеров по чистой прибыли для инвесторов..

## Критика
В конце 1990-х было показано, что доходность акций с высокой внутренней стоимостью (value stocks) не всегда превышает таковую для акций с высоким потенциалом роста (growth stocks). Кроме того, высокая доходность акций с высокой внутренней стоимостью не всегда указывает на нарушение гипотезы эффективности рынка. Возможно, что аномальная доходность таких акций вызвана повышенным риском, присущим данному типу активов.
Проблема с покупкой акций во время общерыночного спада («медвежий рынок») состоит в том, что несмотря на кажущуюся недооценку в некоторый момент времени, цены могут претерпевать дальнейшее снижение вместе с рынком. Аналогично, в случае общерыночного роста («бычий рынок») цена якобы переоценённых акций может продолжать расти вместе с рынком. По известному выражению Уоррена Баффетта

Гораздо лучше купить замечательную компанию по средней цене, чем среднюю компанию по замечательной цене".
Оригинальный текст (англ.)it’s far better to buy a wonderful company at a fair price, than to buy a fair company at a wonderful price.

Ещё одна проблема метода стоимостного инвестирования заключается в неоднозначности определения «внутренней стоимости» акций (англ. intrinsic value) так как стандартного или общепринятого метода оценки такой стоимости не существует.